# Aparammoecius mizo
Aparammoecius mizo är en skalbaggsart som beskrevs av Takeshiko Nakane 1967. Aparammoecius mizo ingår i släktet Aparammoecius och familjen Aphodiidae. Inga underarter finns listade i Catalogue of Life.